# Dream Team
Dream Team var det selvvalgte kælenavn for det amerikanske basketballlandshold, som vandt guld ved OL i Barcelona i 1992. Navnet blev valgt, fordi man for første gang stillede med spillere fra verdens stærkeste basketball-liga, NBA. Stort set alle de største spillere fra 1980'erne og starten af 1990'erne stillede op, og holdet vandt alle deres kampe med mindst 30 points.
Betegnelsen Dream Team blev hængende ved de næste to internationale mesterskaber (VM i 1994 og OL i 1996), dog med tilføjelsen af nye generationer (Dream Team II og Dream Team III). Herefter klingede navnet ud. 
Landsholdet ved VM i 1998 blev således kaldt The Dirty Dozen, fordi det mere bestod af arbejdsmænd end af stjerner. Ingen spillere, der var aktive i NBA på daværende tidspunkt, kunne udtages, da der var en løbende konflikt mellem spillerne og ligaen, som i sidste ende førte til en lockout.
Først ved OL-turneringen i 2008 blev betegnelsen Dream Team taget op igen, dog i form af ordspillet The Redeem Team, som angiver, at USA skulle bruge turneringen til at genrejse ryet som verdens absolut førende inden for basketball. USA havde på daværende tidspunkt ikke vundet et OL eller VM siden 2000, bl.a. fordi mange af tidens stjerner havde sagt nej på forhånd eller havde måttet melde fra under forberedelsen til de pågældende turneringer pga. skader.

## Det originale Dream Team
Det originale Dream Team bestod af:
- David Robinson
- Patrick Ewing
- Larry Bird
- Scottie Pippen
- Michael Jordan
- Clyde Drexler
- Karl Malone
- John Stockton
- Chris Mullin
- Charles Barkley
- Earvin "Magic" Johnson, Jr.
- Christian Laettner

## Dream Team II og III
Ved VM-turneringen i 1994 i Toronto, Canada, valgte NBA at præsentere en række nye spillere, som ikke havde været med ved OL i 1992, så som Reggie Miller, Shawn Kemp og Shaquille O'Neal.
På hjemmebanen ved OL i Atlanta i 1996 stillede USA med fem spillere fra det originale Dream Team sammen med bl.a. Hakeem Olajuwon og Shaquille O'Neal.

## Dream Team i andre sammenhænge
Dream Team-kælenavnet er blevet brugt både før og efter 1992 om andre sportshold. En del af de efterfølgende er dog inspireret af det amerikanske basketballlandshold. Således begyndte Anja Andersen at arrangere Dream Team-matcher, hvor hun samlede verdens bedste kvindelige håndboldspillere i 2000 og 2001, og da hun overtog trænerrollen for kvindeholdet i Slagelse FH, skiftede holdet i en periode navn til Slagelse Dream Team eller Slagelse DT.